# Bordezac
Bordezac är en kommun i departementet Gard i regionen Occitanien i södra Frankrike. Kommunen ligger i kantonen Bessèges som tillhör arrondissementet Alès. År 2022 hade Bordezac 392 invånare.

## Befolkningsutveckling
Antalet invånare i kommunen Bordezac
Referens:INSEE